# Bazilika svetega Janeza in Pavla, Benetke
Dominikanska Cerkev svetega Janeza in Pavla (Santi Giovanni e Paolo), beneško San Zanipolo ali Zanipolo, je cerkev v Benetkah, v okrožju Castello, Italija..
Zanipolo je samostanska cerkev dominikancev. Je največji in najpomembnejši verski objekt v beneškem gotskem slogu 14. in 15. stoletja. Bila je najljubša pokopna cerkev dožev in veliko plemiških družin. Cerkvena zavetnika nista apostola, ampak Janez in Pavel iz Rima, dva mučenca iz časa Konstantina Velikega.

## Arhitektura
Zanipolo je triladijska stebrna bazilika s srednje veliko prečno ladjo in dvema manjšima kapelama. Vse korne kapele imajo poligonalno obliko. Razen nad križanjem ladij, kjer je kupola, so vsi ostali prostori križnorebrasto obokani in okrepljeni s horizontalnimi vezmi. Cerkev je nekoliko temačna, saj oken v svetlobnem nadstropju niso naknadno povečali. Višinska členitev stene ima široko odprte arkade. Korni zaključek je preprost, na obe strani glavne apside sta postavljeni le po dve stranski apsidi, vse pa so poligonalno zaključene. Glavna apsida je bolj prevotljena, okna so dekorativno členjena in dajejo vtis krhkosti. Nad velikimi pritličnimi okni je pas okulov, v prvem nadstropju vrsti dvojnih suličasto zaključenih oken sledi pas gotskih četverolistov v kvadratnih okvirih, nad njimi je motiv šilastih bifor. Kontrast med temačnostjo ladje in korom je zato precejšen. Kupola ohranja romansko-bizantonsko obliko.
Cerkev je dolga 96 m, široka 28 m v ladji, transept je 43 metrov širok, višina oboka je približno 35 m.
Cerkev je zgrajena iz opeke. Dekorativni elementi na zunanjosti, kot so okvirji,  okna Oeil-de-boeuf, frizi, okrašene kapi (gejzon) in visok tabernakelj na fasadi ter portal so iz istrskega kamna. Kamniti oboki so ometani na trstiko, da bi zmanjšali težo zaradi problematičnih nosilnih tal. Stavba stoji, kot vse druge beneške stavbe, na lesenih pilotih. Zahodno pročelje ni bilo nikoli dokončano. Členjeno je z globokimi v zid pomaknjenimi nišami, ki so bile namenjene nagrobnikom. Leta 1459 začeto delo na glavnem portalu (delavnica Bartolomea Bona), je bilo leta 1463 prekinjeno zaradi pomanjkanja denarja. Kljub nedokončanosti je lep primer beneške gotike.

## Zgodovina gradnje
Leta 1245 je dal dož Jacopo Tiepolo redu dominikancev zemljišče za izgradnjo cerkve. Kdaj se je začelo z gradnjo ni znano. Prvo cerkev so porušili leta 1333, da bi zgradili novo. Prva trdna konstrukcija je potrjena z napisom 1369 v prečni ladji. Leta 1430 je bila cerkev posvečena. 1437 je kupila finančno močna bratovščina zlatarjev in trgovcev svile, Scuolo San Marco, sosednje zemljišče za gradnjo cerkve. Okrog sredine 15. stoletja je bil zgrajen kor in ob koncu 15. stoletja zaključena kupol.
Leta 1458 je arhitekt Bartolomeo Bon začel, na podlagi donacije, z gradnjo portala, z antičnimi stebri iz Torcella.
Leta 1575-1582 je Bratovščina rožnega venca podarila, v spomin na bitko pri Lepantu, kapelo Rožnega venca (Cappella del Rosario). Zgrajena je bila po projektu Alessandra Vittoria. Ta kapela je bila leta 1867 uničena v požaru. Njen današnji videz dolguje obnovi iz leta 1913. Med 1638 in 1663 je bil zgrajen glavni oltar po zasnovi Baldassarja Longhena in Francesca Cavriolija. 1682 je bil kor odstranjen, tako da je nastala velika cerkvena ladja. V začetku 18. stoletja je bila dodana Cappella di San Domenico.
Gradnja je bila v veliki meri financirana z donacijami. Tako je bila izgradnja družinskih kapelic in grobnic vedno povezana z donacijami za maše, ki so jih plačevale družine in dediči, da se zagotovi spomin na pokojnika.

## Oprema
Zanipolo je bila najpomembnejša grobna cerkev beneških dožev. V cerkvi je, med mnogimi drugimi spomeniki beneških plemičev, 26 grobnic dožev od gotike do baroka. Kot prvi dož je bil zavetnik dominikancev Jacopo Tiepolo pokopan že leta 1249. Njegov preprost grob iz marmorja se nahaja na zunanji fasadni steni.
V desni stranski ladji je v grobnici, zgrajeni leta 1596, koža guvernerja Marcantonia Bragadina, ki so ga leta 1571 ubili Turki s Cipra.
Od sredine 15. stoletja dalje so bili voditelji Beneške republike pokopani tukaj. Nekateri umetniki, Gentile Bellini, Giovanni Bellini, Lorenzo Lotto in Palma il Giovane imajo tukaj svoja počivališča. Stenski grobovi nudijo na začetku renesanse nove možnosti za povezovanje kiparstva in arhitekture. "Človeške" plastike, ki so bile vključene v fasade velikih stolnic v srednjem veku, zlasti v območju portala, so se razvijale vse bolj neodvisno, kot prosto stoječe figure. Te grobnice na notranji steni cerkve so tukaj tudi mesto za plastike, ki omogočajo veliko boljše ohranjanje kot v srednjem veku.
Tik ob cerkvi je nekdanja Scuola Grande di San Marco, ki se zdaj uporablja kot bolnišnica.

## Pomembni umetniki
- Giovanni Bellini (SS Vincent Ferrer, Christopher and Sebastian in the south aisle)
- Bartolomeo Bon (velika zahodna vrata	)
- Cima da Conegliano ali Giovanni Martini da Udine (Kronanje Marije v južnem transeptu)
- Piero di Niccolò Lamberti in Giovanni di Martino (grobnica doža Tommasa Moceniga v severni ladji)
- Gregorio Lazzarini (sala S. Tommaso)
- Pietro Lombardo (grobnica doža Pietro Moceniga na zahodni steni in doža Pasquala Malipiera in Nicolo Marcella v severni ladji; grobnica Alvise Dieda v severni ladji)
- Tullio Lombardo ( in Alessandro Leopardo?) (grobnica doža Andrea Vendramina na steni severnega kora)
- Lorenzo Lotto (Sv. Anton v južnem transeptu)
- Rocco Marconi (Kristus med sv. Petrom in Andrejem  v južnem transeptu)
- Giovanni Battista Piazzetta (S. Dominik v slavi na stropu kapele San Domenico)
- Alvise Tagliapietra, reliefi v kapeli Rožnovenski
- Veronese (Marijino vnebovzetje, Oznanjenje in Poklon treh kraljev strop kapele Rožnovenske; Čaščenje pastirjev v kapeli Rožnovenski). Slavna Praznik v hiši Levi, naslikana za refektorij, je sedaj v Accademia Gallery.
- Alessandro Vittoria (Sv. Jerome  v severni ladji)
- Alvise Vivarini (Kristus nosi križ v zakristiji)
- Bartolomeo Vivarini (Trije svetniki v severni ladji)

Capella del Rosario (Rožnovenska kapela), zgrajena leta 1582 v spomin na zmago pri Lepantu, je vsebovala slike Tintoretta, Palma il Giovaneja, Tiziana in Giovannija Bellinija, med drugim, vendar so bile v požaru leta 1867, pripisanem proti katoliškim požigalcem, uničene.

## Grobnice
Po 15. stoletju so bili vsi pogrebi vseh beneških dožev opravljeni v San Giovanni e Paolo. Petindvajset dožev so pokopali v cerkvi, med drugimi:
- Jacopo Tiepolo ( † 1249)
- Reniero Zeno ( † 1268)
- Lorenzo Tiepolo ( † 1275)
- Giovanni Dolfin ( † 1361)
- Marco Cornaro ( † 1368)
- Michele Morosini ( † 1382)
- Antonio Venier ( † 1400)
- Michele Steno ( † 1413)
- Tommaso Mocenigo ( † 1423)
- Pasquale Malipiero ( † 1462)
- Nicolo Marcello ( † 1474)
- Pietro Mocenigo ( † 1476)
- Andrea Vendramin ( † 1478)
- Giovanni Mocenigo ( † 1485)
- Leonardo Loredan ( † 1521)
- Alvise I Mocenigo ( † 1577)
- Sebastiano Venier ( † 1578)
- Bertucci Valiero ( † 1658)
- Silvestro Valiero ( † 1700)

Drugi ljudje pokopani v cerkvi so:
- Orazio Baglioni ( † 1617), general
- Gentile Bellini ( † 1507), umetnik
- Giovanni Bellini ( † 1516), umetnik
- Gianbattista Bonzi ( † 1508), senator
- Bartolomeo Bragadin (pesnik)
- Marco Antonio Bragadin ( †1571), general,  Turki so ga živega odrli - grobnica hrani samo kožo
- Jacopo Cavalli ( † 1384), general
- Alvise Diedo, poveljnik
- Marco Giustiniani ( † 1346), kaptan
- Pompeo Giustiniani ( † 1616), kondotiere
- Palma the Younger ( † 1628), umetnik
- Vettor Pisani ( † 1380), admiral
- Niccolò Orsini, ( † 1510), poveljnik
- Leonardo da Prato ( †1511), kondotiere
- Alvise Trevisan ( † 1528)
- Edward Windsor, 3 baron Windsorski ( † 1574)